# Joachim Rogge
Joachim Rogge (* 3. Dezember 1929 in Halberstadt; † 8. Juni 2000 in Lutherstadt Wittenberg) war ein deutscher evangelischer Theologe und Bischof der Evangelischen Kirche der schlesischen Oberlausitz.

## Leben und Werk
Joachim Rogge studierte von 1948 bis 1955 an der Humboldt-Universität Berlin Evangelische Theologie und schloss das Studium 1955 mit der Promotion ab. 1959 habilitierte Rogge sich und wurde Dozent für Kirchen- und Dogmengeschichte am Sprachenkonvikt in Berlin, dessen Rektor er ab 1973 mehrfach war. Von 1961 bis 1974 war er zugleich Pfarrer in der Gemeinde „Zur Barmherzigkeit“ in Berlin-Lichtenberg; danach berief man ihn zum Oberkirchenrat und Mitglied der Kirchenkanzlei der Evangelischen Kirche der Union (EKU). Ab 1977 war Rogge Präses der Kirchenkanzlei der EKU und seit 1972 Direktor der Evangelischen Forschungsakademie. 
Am 29. Juni 1985 erfolgte seine Wahl zum Bischof des Kirchengebietes Görlitz als Nachfolger von Hanns-Joachim Wollstadt. Er war Teilnehmer an Gesprächen und Verhandlungen zwischen der Kirchenleitung und der DDR-Führung sowie Präsident der Evangelischen Hauptbibelgesellschaft. In den Jahren 1985 bis 1989 war Rogge als IM „Ferdinand“ des MfS erfasst, hierzu gab es von ihm keine klare öffentliche Stellungnahme. 1990 wählte man ihn zum Ratsvorsitzenden der EKU (Ost). Im Jahre 1994 trat er nach Erreichen der Altersgrenze in den Ruhestand. Sein Nachfolger wurde Klaus Wollenweber.

## Ehrungen
- Im Jahre 1982 erhielt Rogge die  Ehrendoktorwürde der Universität Lund, Schweden und 1989 die der Humboldt-Universität zu Berlin, die ihn 1986 schon zum Honorarprofessor ernannt hatte.
- 1995 wurde ihm das Schlesierschild der Landsmannschaft Schlesien verliehen.

## Veröffentlichungen
- Der Beitrag des Predigers Jakob Strauss zur frühen Reformationsgeschichte. Dissertation. Humboldt-Universität zu Berlin 1955. Evangelische Verlagsanstalt, Berlin 1957.
- Johann Agricolas Lutherverständnis. Unter besonderer Berücksichtigung des Antinomismus. Habilitationsschrift. Humboldt-Universität zu Berlin 1959. Evangelische Verlagsanstalt, Berlin 1960.
- Zwingli und Erasmus. Die Friedensgedanken des jungen Zwingli. Evangelische Verlagsanstalt, Berlin 1962.
- Virtus und Res. Um die Abendmahlswirklichkeit bei Calvin. Evangelische Verlagsanstalt, Berlin 1965.
- Luther in Worms 1521–1971. Ein Quellenbuch. Evangelische Verlagsanstalt, Berlin 1971.
- Martin Luther. Sein Leben, seine Zeit, seine Wirkungen. Evangelische Verlagsanstalt, Berlin 1982. 2. Auflage 1984.
- Anfänge der Reformation. Der junge Luther 1483–1521. Der junge Zwingli 1484–1523. Evangelische Verlagsanstalt, Berlin 1983. 2. Auflage 1985.
- mit Karl-Wolfgang Tröger, Gottfried Schille (Hrsg.): Weltreligionen und christlicher Glaube. Wichern, Berlin 1993, ISBN 3-88981-060-8.